# Robert Hernandez
Robert Hernandez (ur. 19 lipca 1969 w Prudniku) – polsko-hiszpański tatuażysta.

## Życiorys
Pochodzi z Prudnika, z rodziny z hiszpańskimi korzeniami. Syn muzyka Janusza Hernandeza. Wpływ na rozwój jego zainteresowań artystycznych miała muzyka zespołu Kiss. W latach 1985–1988 uczęszczał do szkoły plastycznej w Opolu. W 1988 wraz z rodziną wyjechał do Hiszpanii.
W 1992 rozpoczął pracę w studiu tatuażu Mao & Cathy w Madrycie. W 2000 otworzył w Madrycie własne studio Vittamin Tattoo. Wykonał tatuaże m.in. dla Brada Pitta, Angeliny Jolie i Johnny’ego Deppa. Należy do najlepiej rozpoznawalnych tatuażystów.